# Représentations diplomatiques à Cuba

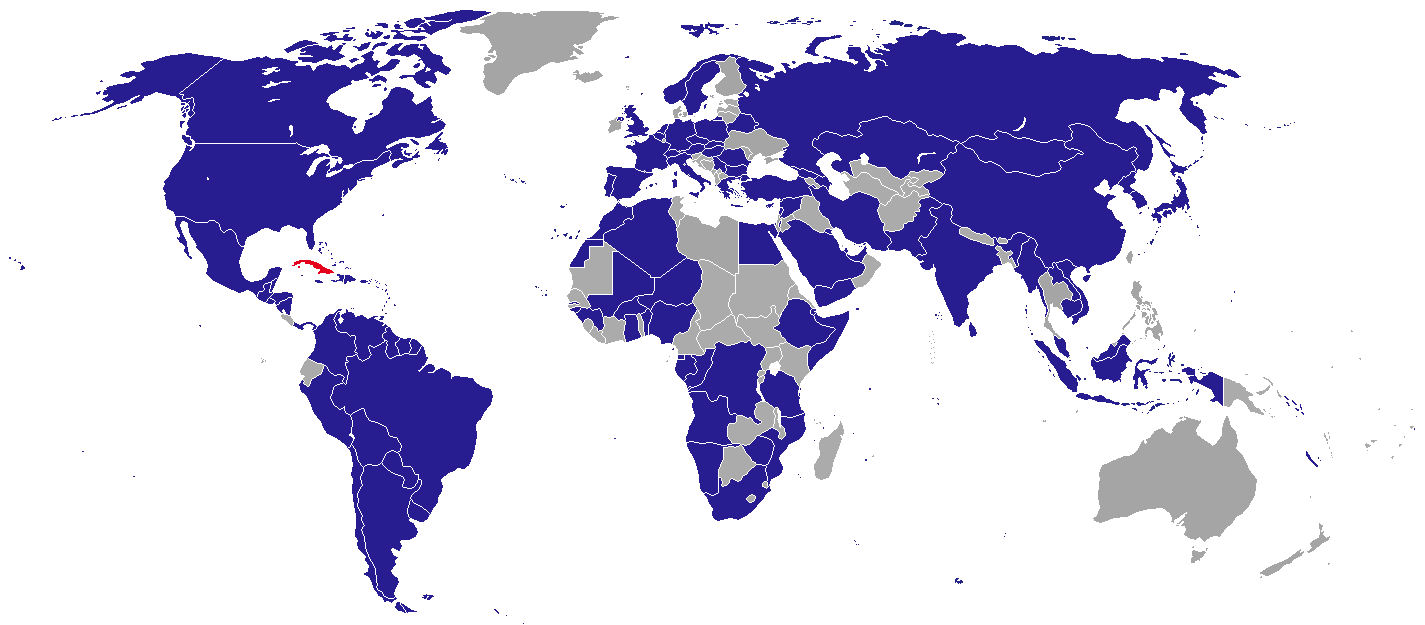
Représentations diplomatiques à Cuba

Voici une liste des représentations diplomatiques à Cuba. À l'heure actuelle, la capitale de La Havane compte 115 ambassades. Plusieurs autres pays ont des ambassadeurs accrédités d'autres capitales régionales. Son rôle de promoteur des causes du tiers monde pendant la guerre froide a conduit au développement de liens étroits avec de nombreux pays non alignés et à tendance socialiste à travers le monde, comme en témoigne la présence à La Havane de nombreuses ambassades de pays financièrement pauvres et en développement économique.

## Ambassades

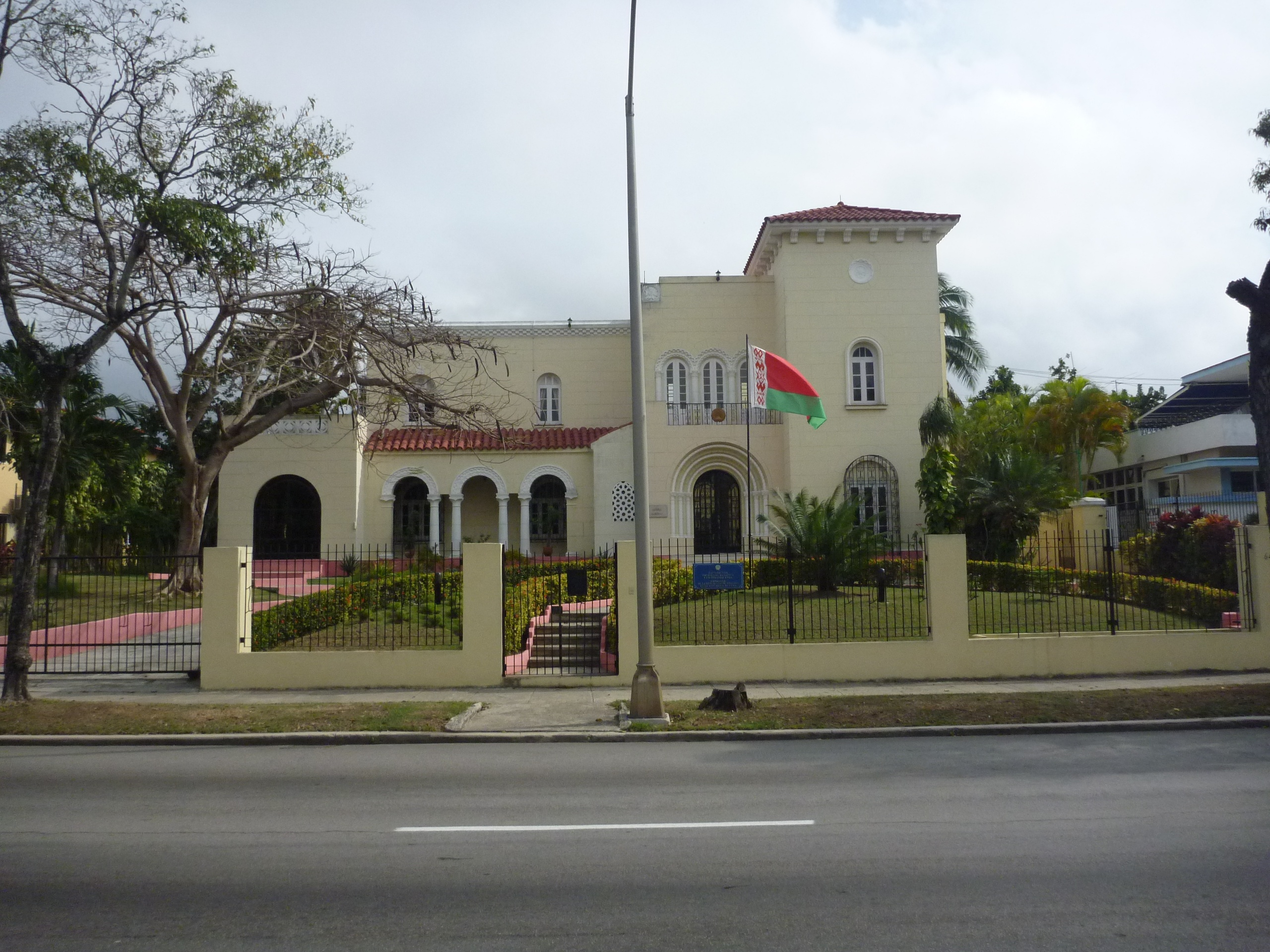
Ambassade de Biélorussie à La Havane

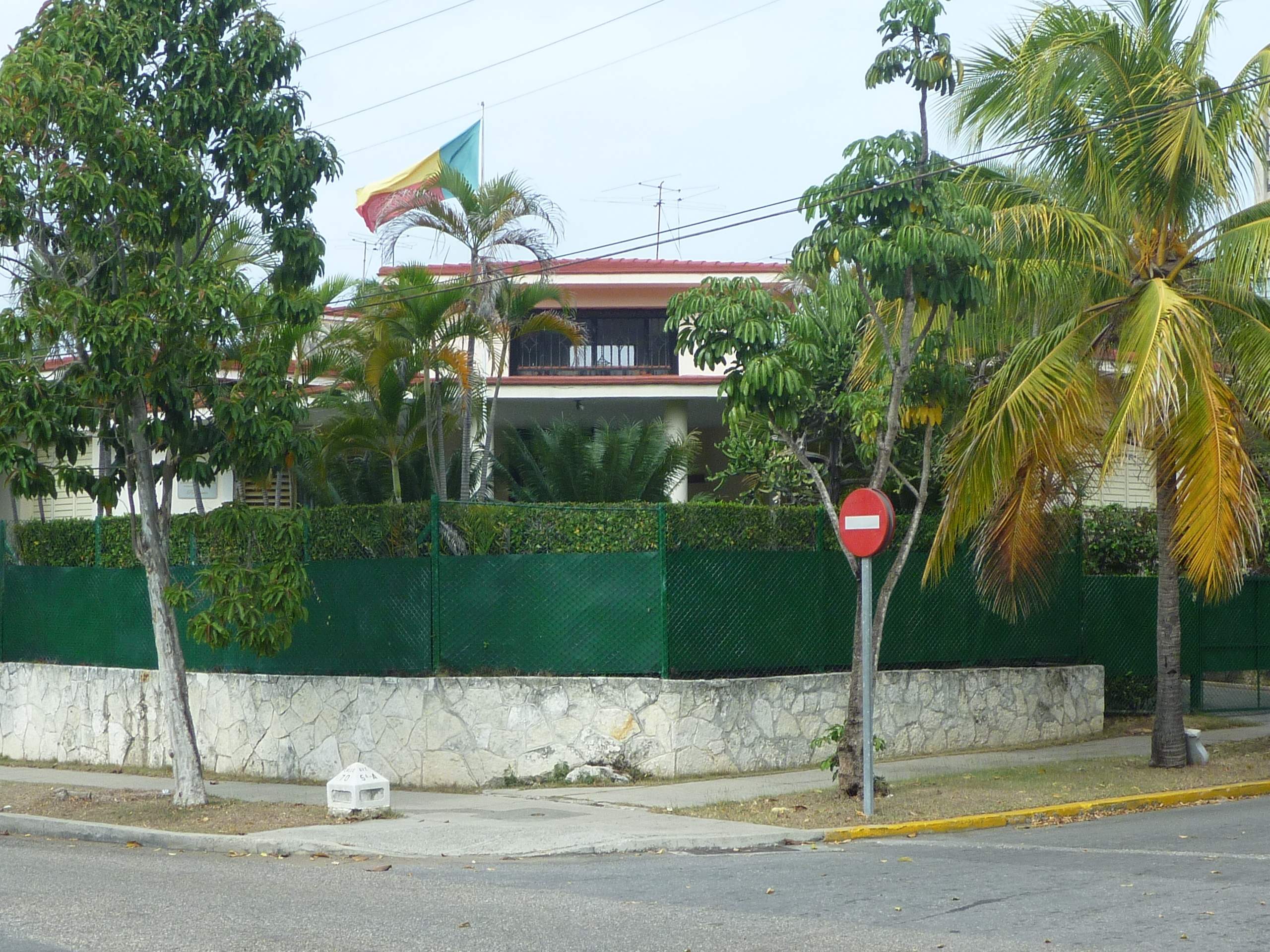
Ambassade du Bénin à La Havane

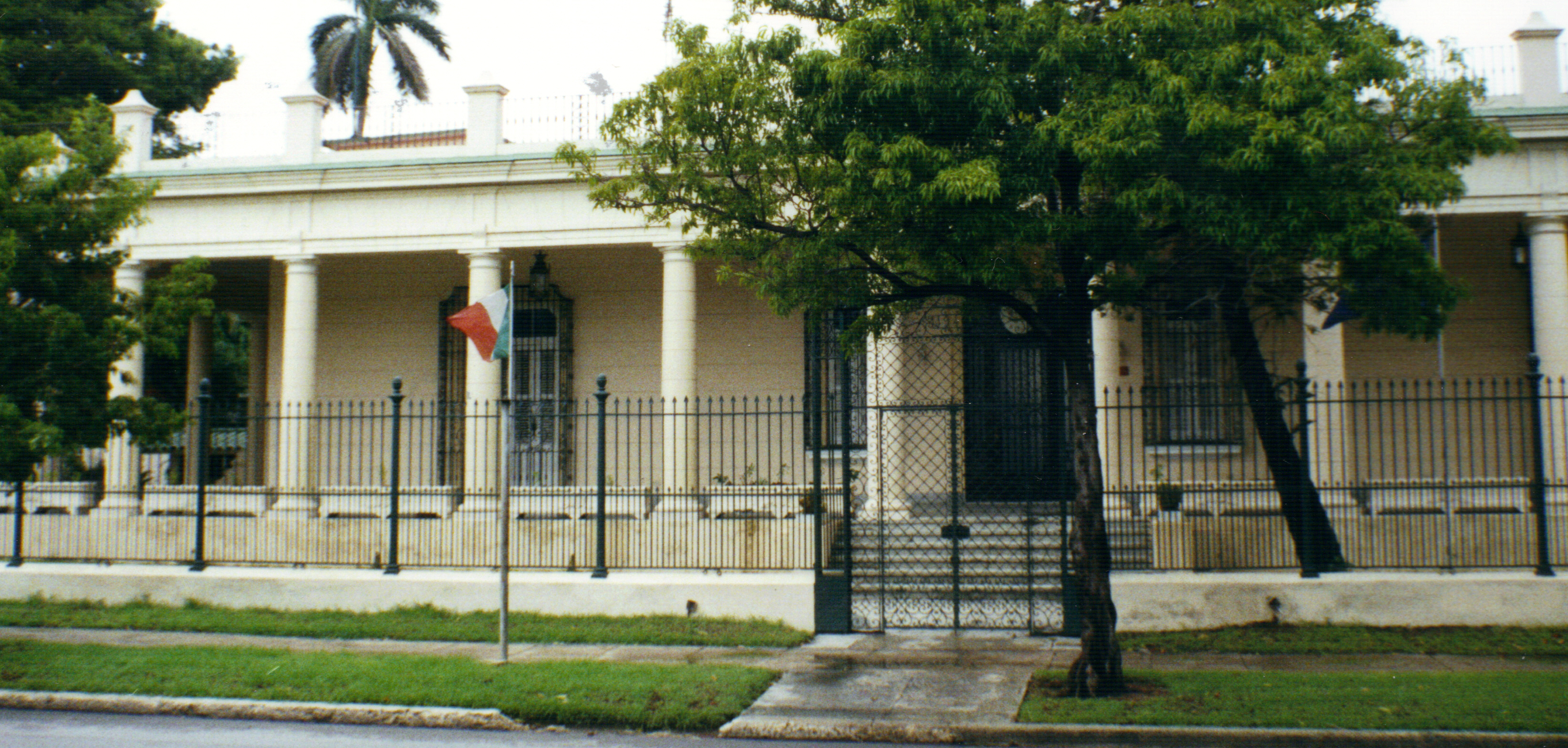
Ambassade d'Italie à La Havane

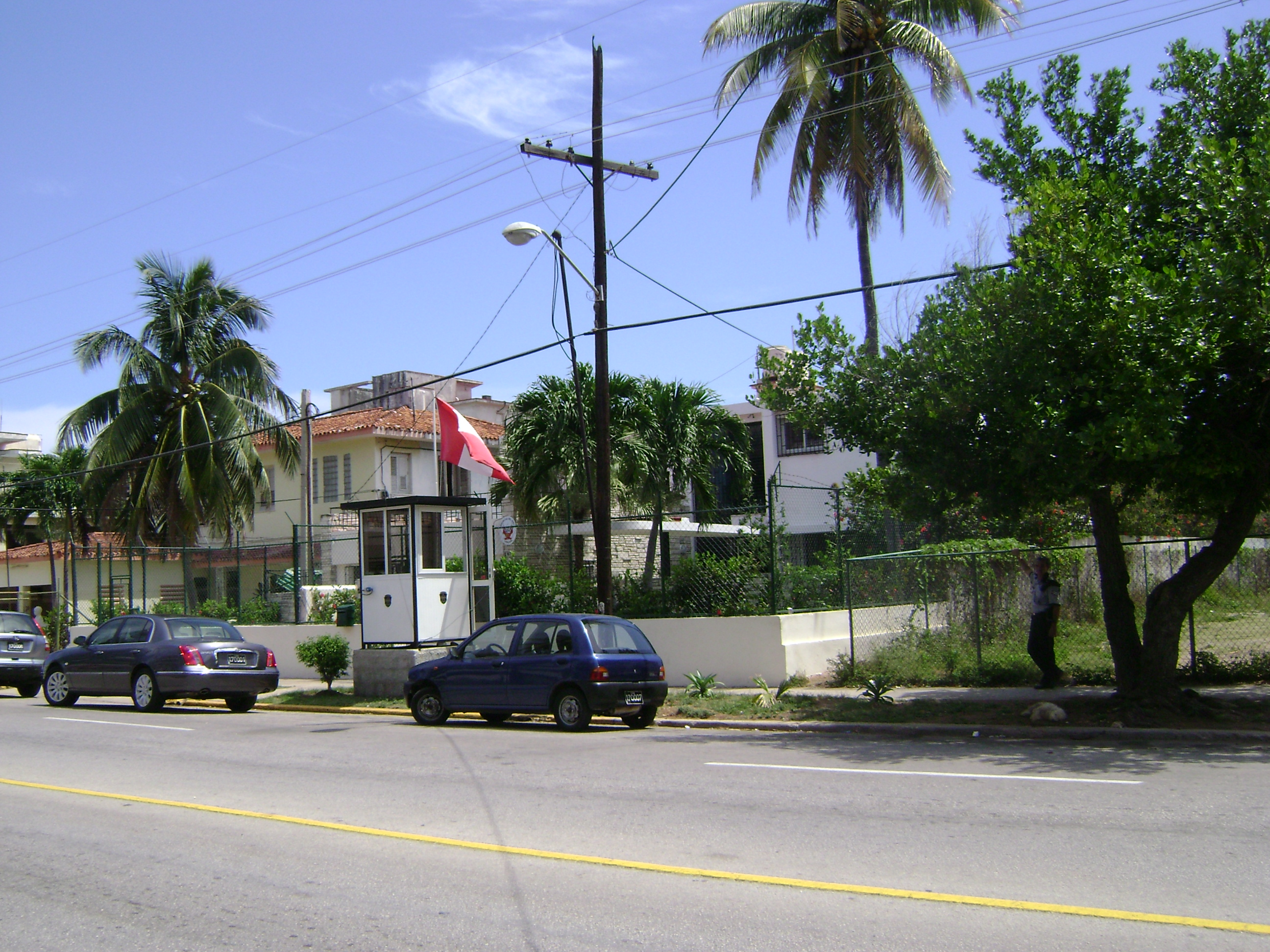
Ambassade du Pérou à La Havane

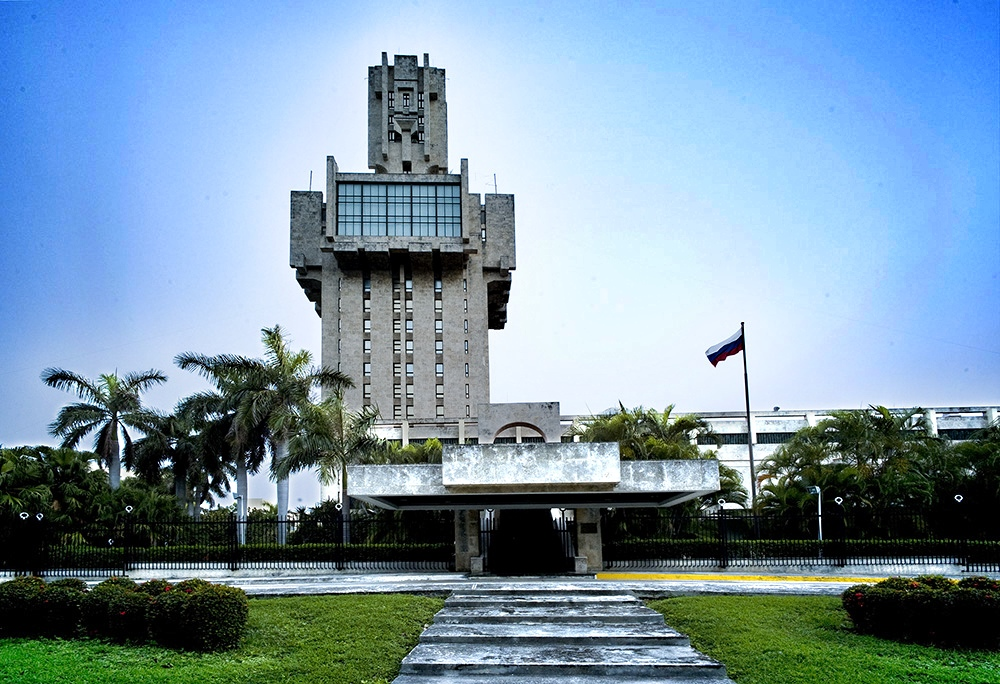
Ambassade de Russie à La Havane

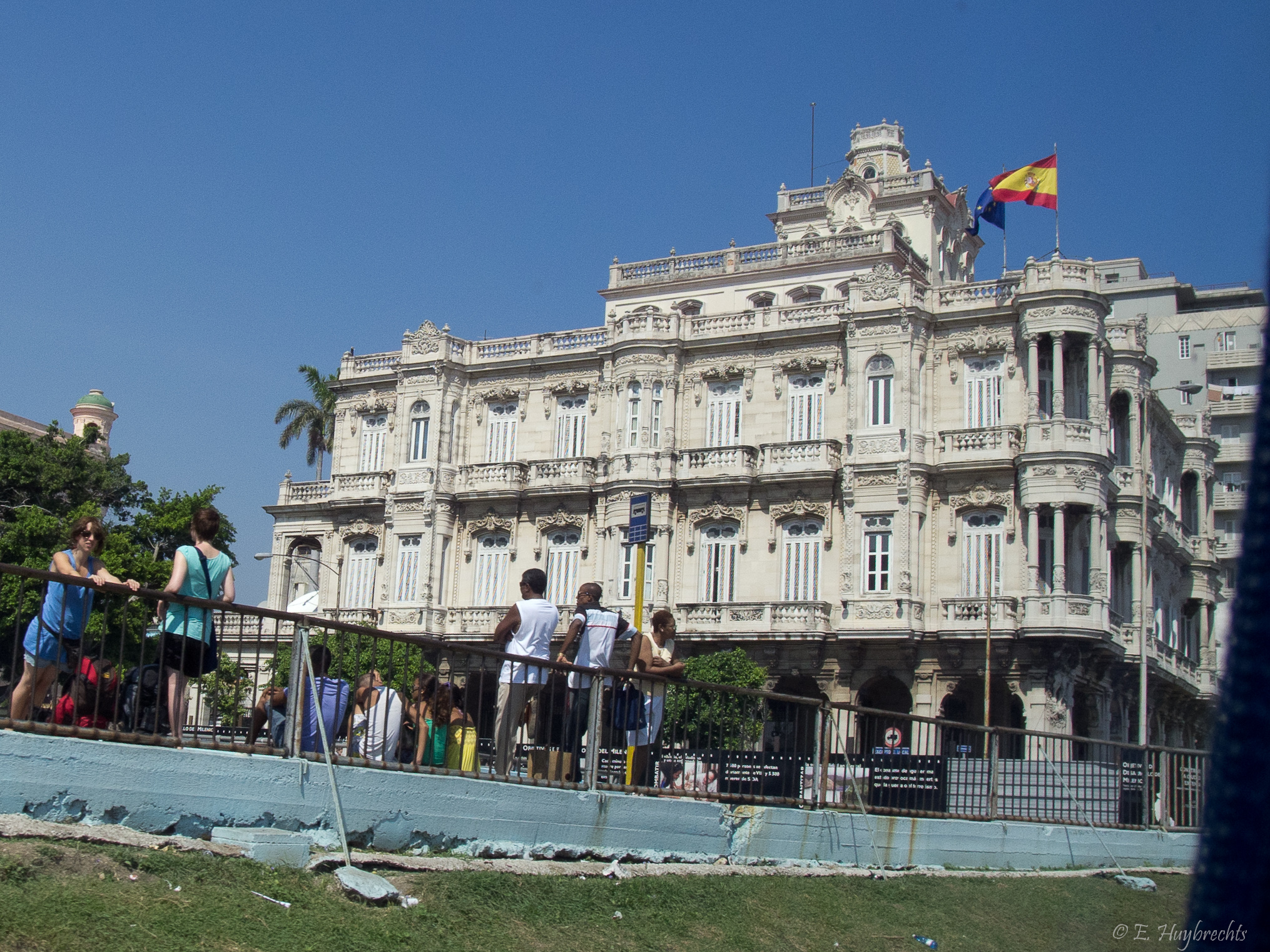
Ambassade d'Espagne à La Havane

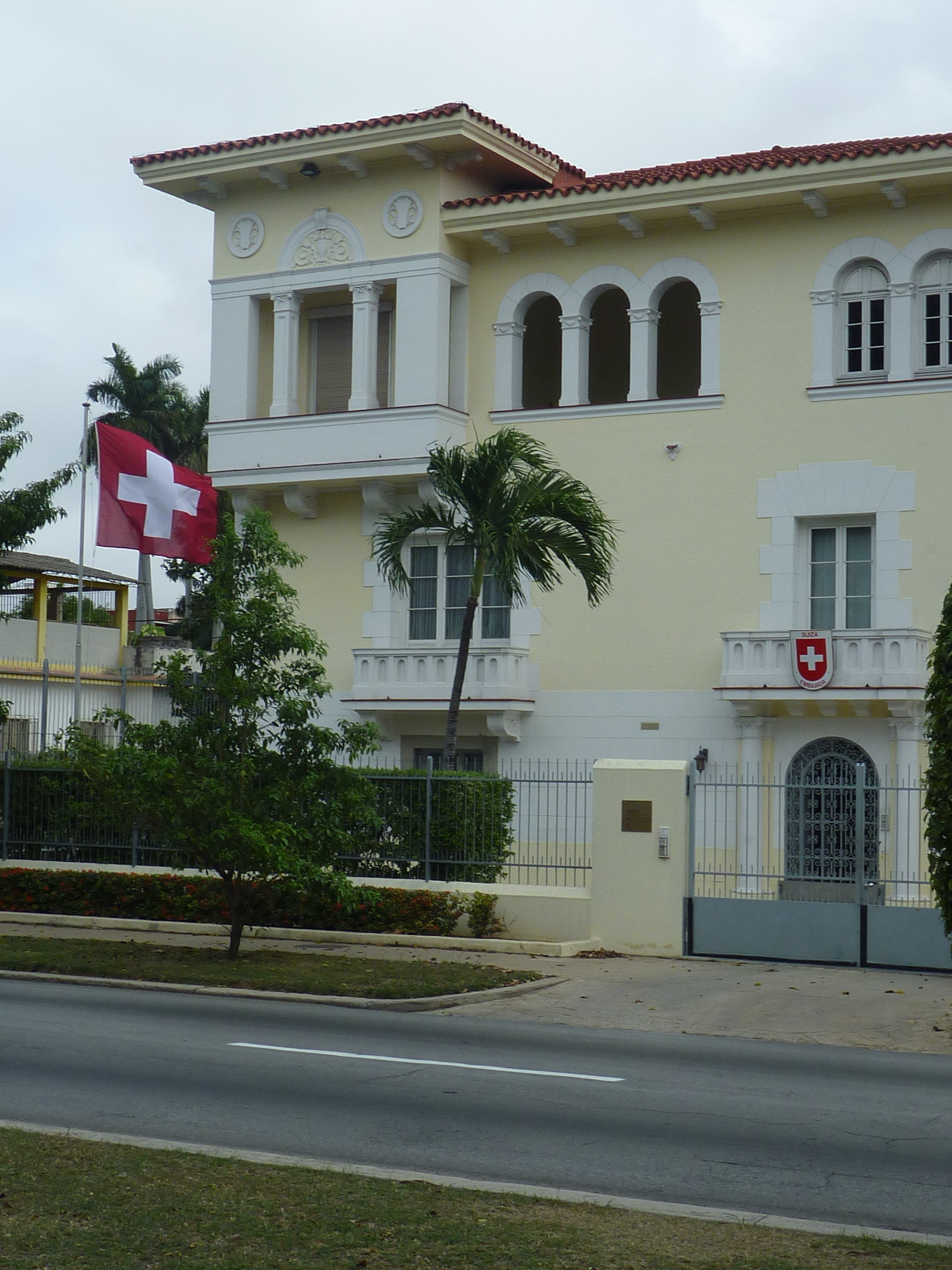
Ambassade de Suisse à La Havane

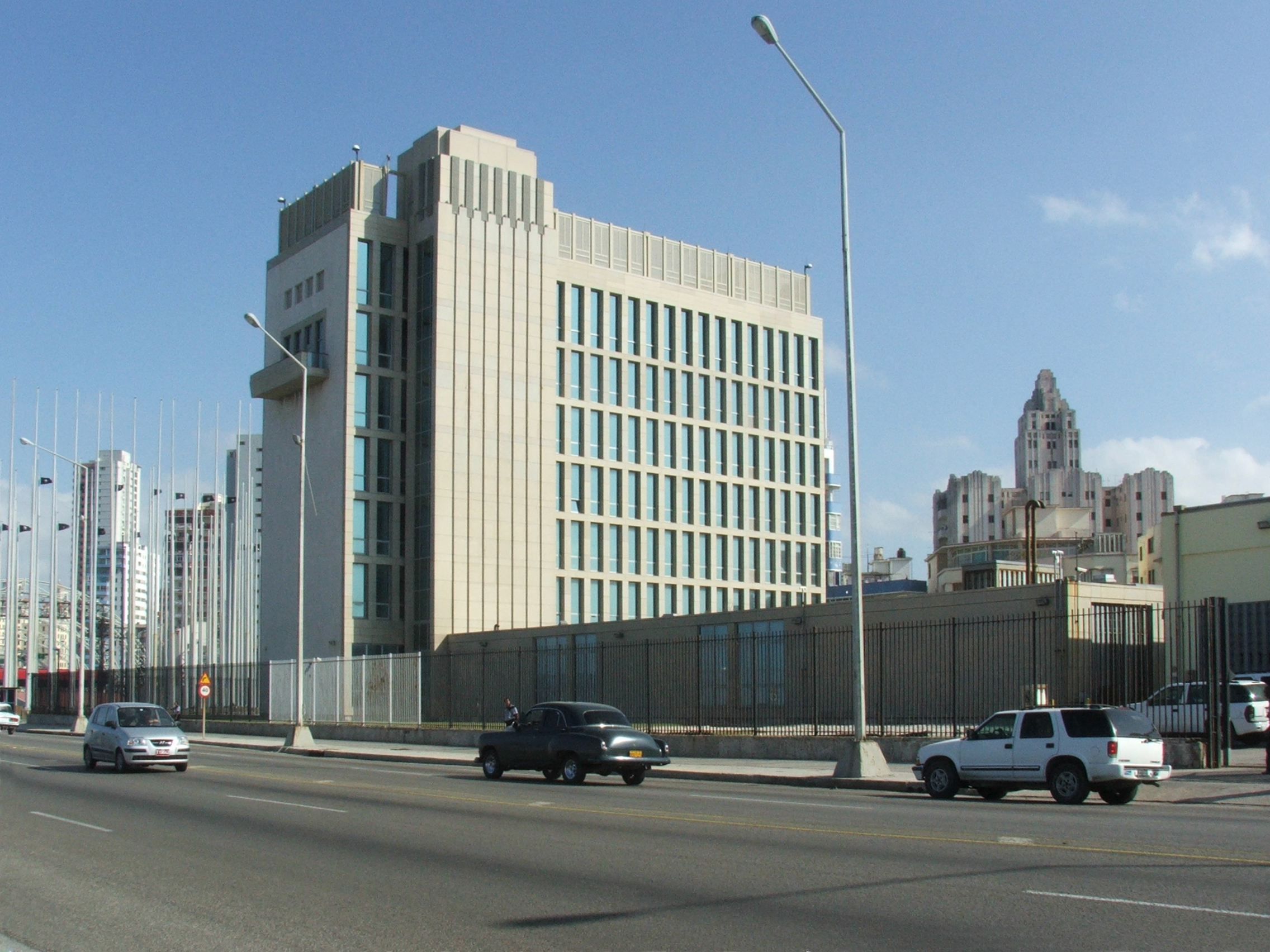
Ambassade des États-Unis à La Havane

| - Afrique du Sud - Algérie - Allemagne - Angola - Arabie saoudite - Argentine - Autriche - Azerbaïdjan - Bahamas - Barbade - Belgique - Belize - Bénin - Biélorussie - Birmanie - Bolivie - Bosnie-Herzégovine - Brésil - Bulgarie - Burkina Faso - Cambodge - Canada - Cap-Vert - Chili - Chine - Chypre - Colombie - Corée du Nord - Costa Rica - Côte d'Ivoire - Djibouti - Dominique - Égypte - Émirats arabes unis - Équateur - Espagne - États-Unis - Éthiopie - France - Gabon | - Gambie - Géorgie - Ghana - Grèce - Grenade - Guatemala - Guinée - Guinée-Bissau - Guinée équatoriale - Guyana - Haïti - Honduras - Hongrie - Inde - Indonésie - Iran - Italie - Jamaïque - Japon - Kenya - Koweït - Laos - Liban - Libye - Malaisie - Mali - Mexique - Mongolie - Mozambique - Namibie - Nicaragua - Nigeria - Norvège Ordre souverain de Malte - Pakistan - Palestine - Panama - Paraguay - Pays-Bas - Pérou | - Pologne - Portugal - Qatar - République arabe sahraouie démocratique - République démocratique du Congo - République dominicaine - République du Congo - République tchèque - Roumanie - Royaume-Uni - Russie - Saint-Christophe-et-Niévès - Saint-Vincent-et-les-Grenadines - Sainte-Lucie - Îles Salomon - Salvador - Serbie - Slovaquie - Sri Lanka - Suède - Suisse - Suriname - Syrie - Tanzanie - Timor oriental - Trinité-et-Tobago - Turquie - Ukraine - Uruguay - Vatican - Venezuela - Viêt Nam - Yémen - Zimbabwe |

## Consulat à La Havane
- Kazakhstan (Consulat)

## Ambassades accréditées

### Lisbonne
- Macao

### Madrid
- Croatie[1]

### Mexico
- Arménie
- Australie
- Danemark
- Finlande
- Irlande
- Nouvelle-Zélande
- Philippines
- Thaïlande

### New York
- Botswana
- Brunei
- Islande
- Kirghizistan
- Maldives
- Maurice
- Mauritanie
- Ouzbékistan
- Seychelles
- Sierra Leone
- Singapour
- Soudan
- Tadjikistan
- Togo
- Turkménistan
- Yémen
- Zambie
- Zimbabwe

### Ottawa
- Kazakhstan
- Lesotho
- Monténégro
- Népal
- Rwanda
- Slovénie

### Saint-Domingue
- Union européenne